# Zaibatsu
Zaibatsu (jap. 財閥 dosł. „grupa, klika, koteria finansowa”) – japoński termin oznaczający „rodzinny kartel finansowy”, syndykat, konglomerat.

## Historia
Określenie to było używane w XIX wieku i pierwszej połowie XX wieku w odniesieniu do wielkich grup bankowo-przemysłowych kontrolowanych przez pojedyncze rodziny. Cztery największe zaibatsu (jap. 四大財閥 yondai zaibatsu) wywodziły się jeszcze z okresu Edo. Były to: Mitsubishi, Mitsui, Sumitomo i Yasuda. Korporacje „drugiego poziomu”, które pojawiły się pomiędzy wojną rosyjsko-japońską a wojną na Pacyfiku to: Okura, Koga, Nakajima i Ayukawa. Zaibatsu często są określane jako plutokracja. Aż do końca II wojny światowej odgrywały istotną rolę na japońskiej scenie politycznej, mając duży wpływ na partie polityczne i rząd. Większość zaibatsu (m.in. Mitsui, Sumimoto i Yasuda, związane z przemysłem ciężkim) wspierała tzw. aktywną politykę zagraniczną, oznaczającą rozwiązywanie problemów na drodze zbrojnej. Uważa się, że wpływ zaibatsu na politykę istotnie przyczynił się do agresywnej postawy Japonii na arenie międzynarodowej w pierwszej połowie XX wieku.
Zaibatsu zostały technicznie zlikwidowane przez reformy przeprowadzone w czasie amerykańskiej okupacji Japonii po II wojnie światowej. Majątki rodów kontrolujących zostały skonfiskowane, holdingi pełniące rolę „głów” dla poszczególnych zaibatsu – wyeliminowane. Rady dyrektorów, kluczowe dla starego systemu opierającego się na koordynacji między przedsiębiorstwami, zostały prawnie zabronione. Dziesięć zaibatsu, na których skupiły się działania SCAP (władz okupacyjnych) w 1946 roku, to między innymi Asano, Furukawa, Nakajima, Nissan, Nomura i Okura. Matsushita początkowo również było przeznaczone do rozbicia, mimo iż nie należało do zaibatsu. Zostało uratowane dzięki petycji związków zawodowych, którą podpisało 15 tys. pracowników i ich rodzin.
Całkowita likwidacja zaibatsu nigdy nie została przeprowadzona, między innymi dlatego, że zeitgeist sprzyjał tego typu konglomeratom. W powszechnej opinii były one korzystne, a opinie japońskiego społeczeństwa, pracowników i zarządów zaibatsu oraz biurokracji na temat planów rozbicia zaibatsu wahały się od braku entuzjazmu do dezaprobaty. Dodatkowo, zmiana polityki okupacyjnej, związana z rosnącymi obawami przed komunizmem, spowodowała mocne ograniczenie, jeśli nie zakończenie, eliminacji zaibatsu.
Keiretsu, spadkobiercy korporacyjnego dziedzictwa zaibatsu, pozostały współzależne na podstawowym poziomie, ale zostały zniszczone stare mechanizmy finansowej i administracyjnej kontroli. Pomimo braku fundamentalnych zmian dotyczących istnienia wielkich korporacji przemysłowych w Japonii, charakterystyczne dla zaibatsu pionowe struktury decyzyjne, kończące się jedną rodziną, zostały zastąpione przez poziome związki między stowarzyszeniami i koordynację obecnie charakterystyczną dla keiretsu. Jest to istotna różnica. Japoński termin keiretsu (jap. 系列), oznaczający „związki” lub „połączenia”, może być interpretowany jako wskazujący na istnienie tej różnicy.

## Lista zaibatsu

### Wielka Czwórka
- Mitsubishi
- Mitsui
- Sumitomo
- Yasuda

### Najważniejsze zaibatsu drugiego poziomu
- Asano
- Fujita
- Furukawa
- Fuyo
- Mori
- Kawasaki
- Nakajima
- Nichitsu
- Nissan
- Nisso
- Nomura
- Betis
- Okura
- Riken
- Shibusawa